# 夜豐頌
夜豐頌市（羅馬化：Thetsaban Mae Hong Son），通稱夜豐頌（發音：[mɛ̂ː hɔ̂ŋ sɔ̌ːn]）或湄宏順，是泰國西北部的一個城鎮，也是夜豐頌府的府治。它座落於撣邦高原的拜河河畔，靠近緬甸邊界，位在曼谷以北883公里，清邁西北251公里之处。2018年全市有常住人口7,066位。

## 地理
夜丰颂市位在泰国西北部，他暖通猜山脉西隅、丹老山脉南隅，邻近缅甸，多落叶林及山地常绿林:27-29，萨尔温江支流拜河流经市域，海拔约417米，与清迈等昭披耶河流域大城市远隔群山，交通不便:25:66。
按柯本氣候分類法，夜丰颂屬熱帶乾濕季氣候，全年高溫，分旱雨兩季。冬天干燥溫暖。氣溫上升至4月時非常炎熱，平均每日最高溫度為33.1摄氏度。季風季節從5月到10月，白天有大雨和稍涼的氣溫，但夜晚通常維持较高温度。夜豐頌曾在2016年4月28日測得44.6攝氏度的高溫，為泰國有史以來的最高溫度。在夏季至冬季，夜丰颂时常出现云雾，因有“云雾之城”的称号:66。

## 历史
夜丰颂于19世纪30年代始有常住人口，当时，清迈王朝领主派出属下前往领地西隅的森林中捕猎野生大象，并在当地的一条河畔驯化大象，当地因此得名“夜丰颂”，亦即“驯象溪”，与此同时，撣族人口开始从缅甸迁入当地，逐渐泰化，形成了北部泰人:66。在拉玛五世及其弟丹龍·拉差努帕的主导下，蒙通制度在泰北的实施，泰国中央政府對夜丰颂的管理权也得到了加强，1936年3月11日，泰国枢密院在当地正式成立夜丰颂自治市。

## 经济与社会
夜丰颂的主要產業為農林業:179-181，随着交通状况的改善，拥有撣族独特文化的夜丰颂也成为了游客的秘境旅游城市，市区亦因酒店、餐馆、百货商店等旅游服务设施的建设而有所改观，木贡山舍利塔、宗坎佛寺、華旺寺、卧佛寺等佛寺皆为当地重要的观光地，这些庙宇建筑具有缅甸文化的色彩，迥异于泰国本土的建筑而著称:66，而流经市域的拜河及邻近城市的鱼洞公园也颇具吸引力，其中前者还是泰北地区泛舟的熱門地點。

## 交通
夜豐頌交通不便，长期缺乏公路等联外交通道路，现可從清邁搭乘汽車或巴士經108号、1095号公路到達。該鎮還有夜豐頌機場提供航空服務，有来往清迈等地的航班:66。

## 外部連結
- 维基导游上有關Mae Hong Son的旅行指南
- Royal Folk Arts and Crafts Training Center Mae Hong Son

19°18′4″N 97°58′12″E / 19.30111°N 97.97000°E